# Alwin Wagner
Alwin Wagner (* 11. August 1950 in Melsungen) ist ein ehemaliger deutscher Diskuswerfer und Schleuderballwerfer. Im Schleuderball stellte er am 21. August 1982 mit einer Weite von 86,92 m den noch heute gültigen Weltrekord auf und war fünfzehnmal deutscher Meister und sechsmal Deutscher Turnfestsieger in dieser Disziplin.

## Laufbahn
Der heutige Polizeibeamte a. D. begann seine sportliche Laufbahn mit den Ballsportarten. Er spielte zunächst Fußball, anschließend Handball und wechselte 1965 zu Leichtathletik. Zwei Jahre später wurde er in den Bundeskader berufen. Noch als 16-Jähriger warf er die 2-kg-Scheibe über 42 Meter. 1971 wurde er hinter Ralf Reichenbach mit 54,16 m deutscher Vizemeister bei den Junioren (U22). 1973 warf er zum ersten Mal im Wettkampf den Diskus über die 60-Meter-Marke. 1976 wurde er vom Verband nicht für die Olympischen Spiele in Montreal nominiert. Wagner hatte mit 61,88 m zwar die IAAF-Norm von 61,00 m übertroffen, erfüllte aber nicht die vom Deutschen Leichtathletik-Verband geforderte Norm von mindestens 64 m. Man sah für die Olympischen Spiele keine Endkampf-Chance und keine Medaillenchance. 1978 nahm Alwin Wagner an den Leichtathletik-Europameisterschaften in Prag teil und belegte den 6. Platz. Beim Europa-Cup-Finale 1979 in Turin sicherte sich Wagner hinter Wolfgang Schmidt (DDR) den zweiten Platz. Von 1981 bis 1985 wurde der für den USC Mainz startende Leichtathlet fünfmal in Folge Deutscher Meister im Diskuswurf. 1982 nahm er an den Europameisterschaften in Athen teil und startete ein Jahr später bei den ersten Weltmeisterschaften in Helsinki. Beim Europa-Cup Finale 1983 in London belegte Wagner hinter Jürgen Schult (DDR, 64,96 m) mit 64,14 m den zweiten Platz. Bei den Olympischen Spielen 1984 in Los Angeles krönte er seine sportlichen Leistungen mit dem sechsten Platz. 1986 nahm Alwin Wagner zudem an den Europameisterschaften in Stuttgart teil. Am 1. Juli 1987 erreichte er im Diskuswurf mit 67,80 m seine persönliche Bestweite.
Alwin Wagner war auch nach seiner Zeit als Leistungssportler aktiv. Er startete für die Melsunger Turngemeinde 1861 in den Seniorenklassen und übernahm das Amt des sportlichen Leiters. 2005 wurde Alwin Wagner in San Sebastian Senioren-Weltmeister im Diskuswurf und 2006 gewann er in Posen den Titel des Senioren-Europameisters. Im März 2007 siegte Alwin Wagner in Helsinki bei den Senioren-Hallenmeisterschaften, wo erstmals der Diskuswurf in einer Halle ausgetragen wurde.
Seit 1995 hält Alwin Wagner Anti-Doping-Vorträge an den Oberstufen von Gymnasien, um Schüler über die sogenannte „Goldene Dekade“ des hemmungslosen Dopings von 1978 bis 1988  aufzuklären und sie vor der Einnahme leistungssteigernder Substanzen zu warnen.

## Hinweise auf westdeutsche Doping-Praxis
Alwin Wagner wies bereits während seiner aktiven Zeit auf Doping der deutschen Leichtathleten hin.
In der Bild-Zeitung wurde er im November 1981 zitiert: „Wir müssen immer mehr Pillen schlucken, um die Norm für die internationalen Meisterschaften zu erfüllen“.
Ende 1990 brachte Wagner den Deutschen Leichtathletik-Verband in Bedrängnis, als er umfassend zur Dopingpraxis aussagte und dies schriftlich an die Staatsanwaltschaft weitergab. Dadurch kam u. a. heraus, dass in der Freiburger Mooswald-Klinik geschluckt, gespritzt, betrogen und vertuscht wurde.

## Privates
Wagner ist bekennender katholischer Christ, Vater von vier Kindern und lebt mit seiner Frau in Melsungen.

## Trivia
Im Jahr 2000 belegte Wagner bei der Leserumfrage (hessische) „Jahrhundert-Sportler“ der Hessisch/Niedersächsischen Allgemeinen Zeitung (HNA) hinter dem Skilangläufer Jochen Behle den zweiten Platz. 2005 wurde er zum Polizeisportler des Jahres gewählt. Nach seiner aktiven Zeit war Wagner sechzehn Jahre lang im Hessischen Leichtathletik-Verband (HLV) Trainer für Kugelstoßen und Diskuswurf. Als Funktionär war er im Verband viele Jahre Wettkampfwart und stellvertretender Vorsitzender des HLV. Als Schiedsrichter für Wurf und Stoß wurde er für das Europa-Cup-Finale 2001 berufen und wurde ein Jahr später bei den Europameisterschaften in München als Schiedsrichter für das Diskusfinale der Männer und Frauen berufen.

## Erfolge
- Fünffacher Deutscher Meister im Diskuswurf in Folge (1981–1985)
- Teilnehmer an den Olympischen Spielen in Los Angeles 1984
- Teilnehmer an den Europameisterschaften in Prag (1978), Athen (1982) und Stuttgart (1986)
- Welt- und Europameister im Diskuswurf der Senioren
- Weltrekordhalter im Schleuderballwurf mit 86,92 m
- 25 × Deutscher Seniorenmeister im Diskuswurf
- 15 × Deutscher Meister im Schleuderballwurf
- 06 × Deutscher Turnfestsieger im Schleuderballwurf